# Giovanni Bianco
Giovanni Bianco é um diretor criativo ítalo-brasileiro residente em Nova York onde possui um estúdio. É mais conhecido por seus trabalhos com  Madonna, Ivete Sangalo, Anitta, Ludmilla, Riva Miu Miu, Dsquared2, Zegna, Pepe Jeans, Missoni, Car Shoe, Alessandro Dell'Acqua, Vogue Italia, L'Uomo Vogue, e Steven Klein.

## Campanhas publicitárias
- Alessandro Dell'Acqua
- Arezzo
- Borbonese
- Car Shoe
- Colcci
- Costume National
- Dolce & Gabbana
- Dsquared2
- Energie
- Forum
- Forum Tufi Duek
- Guiseppe Zanotti
- Le Silla
- Liberty of London
- Missoni
- Miu Miu
- Miss Sixty
- Nike
- Pepe Jeans
- Schutz
- 'S MaxMara